# Historia de Connecticut
El estado de Connecticut empezó como tres asentamientos distintos de puritanos de Massachusetts e Inglaterra que  se unieron bajo una carta real en 1663. Llamado la "tierra de hábitos firmes" por su conservadurismo político, social, y religioso, la colonia prosperaba debido a la agricultura y comercio de su población inglesa protestante. Las iglesias congregacionales y unitarias se volvieron prominentes en Connecticut. Connecticut desempeñó un papel clave en la Revolución Americana, y se convirtió en un baluarte del conservador Partido Federalista.
La palabra "Connecticut" es una corrupción francesa de la palabra indígena quinetucket, que significa "a lo largo del río largo y de las mareas."
El reverendo Thomas Hooker y el reverendo Samuel Stone guiaron a un grupo de unas 100 personas que, en 1636, fundaron el asentamiento de Hartford, nombrado así por el lugar de nacimiento de Stone: Hertford, Inglaterra. Llamado hoy el "padre de Connecticut," Thomas Hooker era un personaje sobresaliente en el desarrollo temprano de Nueva Inglaterra. Era un gran predicador de su época, un erudito sobre asuntos cristianos, el primer ministro de Cambridge, Massachusetts, uno de los primeros colonizadores de la ciudad de Hartford y el estado de Connecticut, y citado por muchos como la inspiración para las "Órdenes fundamentales de Connecticut," a veces llamadas la primera constitución escrita democrática en establecer un gobierno representativo.
El estado también desempeñó un papel clave en la revolución industrial de los Estados Unidos; sus fábricas ganaron una reputación mundial por su maquinaria avanzada. El sistema educativo e intelectual era liderado por el Yale College, por académicos como Noah Webster y por escritores como Mark Twain. Muchos yanquis abandonaron sus fincas y migraron al oeste a Nueva York y el medio-oeste a principios del siglo XIX. Mientras tanto, la creciente demanda de trabajadores en el siglo XIX atrajo a inmigrantes irlandeses, ingleses, italianos, y otros a las ciudades industriales. A principios del siglo XX, los inmigrantes provenían de la Europa del sur y del este. En el siglo XXI, el estado es conocido por su producción de motores de reacción, submarinos nucleares y medicamentos avanzados.

## Colonias en Connecticut
Varias tribus algonquinas habitaban el área antes de colonización europea. Los holandeses fueron los primeros europeos presentes en Connecticut. En 1614 Adriaen Block exploró la costa de Long Island Sound, y subió por el río Connecticut hasta el sitio moderno de Hartford. Para 1623, la nueva Compañía Neerlandesa de las Indias Occidentales regularmente comerciaban para pieles allí, y diez años más tarde fortaleció el sitio para proteger contra los pequot y contra las colonias inglesas. El sitio fue nombrado "Casa de Esperanza" (también llamado el Fuerte Hoop, "Buena Esperanza", y "Esperanza"), pero colonos ingleses invasores obligaron a los neerlandeses a retirarse en el Tratado de Hartford de 1650. Para 1654 se habían ido, y los ingleses tomaron control de Nueva Inglaterra en 1664.
Los primeros colonos ingleses llegaron de la Colonia de la Bahía de Massachusetts, y la Colonia de Plymouth en Massachusetts. Los asentamientos originales de la Colonia de Connecticut estaban en Windsor en 1633, en Wethersfield en 1634, y en Hartford y Springfield en 1636. El reverendo Thomas Hooker dirigió el asentamiento de Hartford.
En 1631, el conde de Warwick otorgó una patente a una compañía de inversores encabezada por William Fiennes, primer vizconde Saye y Sele, y Robert Greville, segundo barón Brooke. Financiaron el establecimiento de la Colonia de Saybrook (nombrada por los dos señores) en la embocadura del Río Connecticut, donde el Fuerte Saybrook fue erigido en 1636. Otro grupo puritano salió de Massachusetts y dio inicio a la Colonia de New Haven más al oeste en la costa norteña de Long Island Sound en 1637. Las colonias de Massachusetts no querían gobernar los asentamientos en Connecticut y Rhode Island. La comunicación y el viaje eran demasiado difíciles, y también era conveniente disponer de un lugar para los inconformistas. 
El asentamiento y factoría en Windsor amenazaban el comercio holandés, porque estaban río arriba y resultaban más accesibles a los indígenas del interior. Ese otoño y invierno, los holandeses enviaron un grupo río arriba hasta el moderno Springfield, Massachusetts para distribuir regalos con el objetivo de convencer los habitantes indígenas para  que comerciaran en la factoría holandesa en Hartford. Pero los regalos también difundieron la viruela, y a finales del invierno de 1633-34 la población indígena de todo el valle había disminuido a menos de 2.000 personas. Los europeos aprovecharon que hubiera quedado tan diezmada para asentarse en el valle fértil.

### Guerra Pequot

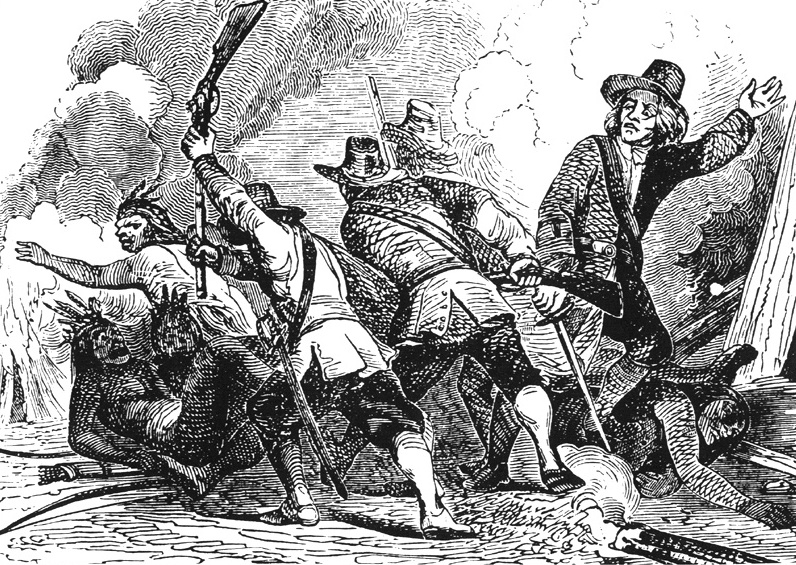
Guerra Pequot de 1637

La Guerra Pequot fue el primer conflicto armado serio entre los indígenas y los europeos en Nueva Inglaterra. Los estragos de enfermedad, junto con presiones comerciales, invitaron a los pequot a fortalecer su control sobre las tribus del río. Más incidentes involucraron a los colonos en el área en 1635, y la primavera siguiente la incursión pequot contra Wethersfield dio lugar a una reunión entre los tres asentamientos. Tras la incursión, la guerra alcanzó su punto álgido cuando un poblado de 300 pequot fue incendiado.
El 1 de mayo de 1637, los jefes de los pueblos del río de la Colonia de Connecticut enviaron delegados a la primera Corte General celebrada en la casa de reuniones en Hartford. Esto fue el inicio del autogobierno en Connecticut. Juntaron sus milicias bajo el mando de John Mason de Windsor, y declararon la guerra a los pequot. Tras la guerra, los pequot habían sido destruidos como tribu. En el Tratado de Hartford de 1638, las distintas colonias de Nueva Inglaterra y sus aliados indígenas se repartieron las tierras de los pequot, y los aliados indígenas se llevaron cautivos a los pequot sobrevivientes.

### Colonia de New Haven (1638-1664)

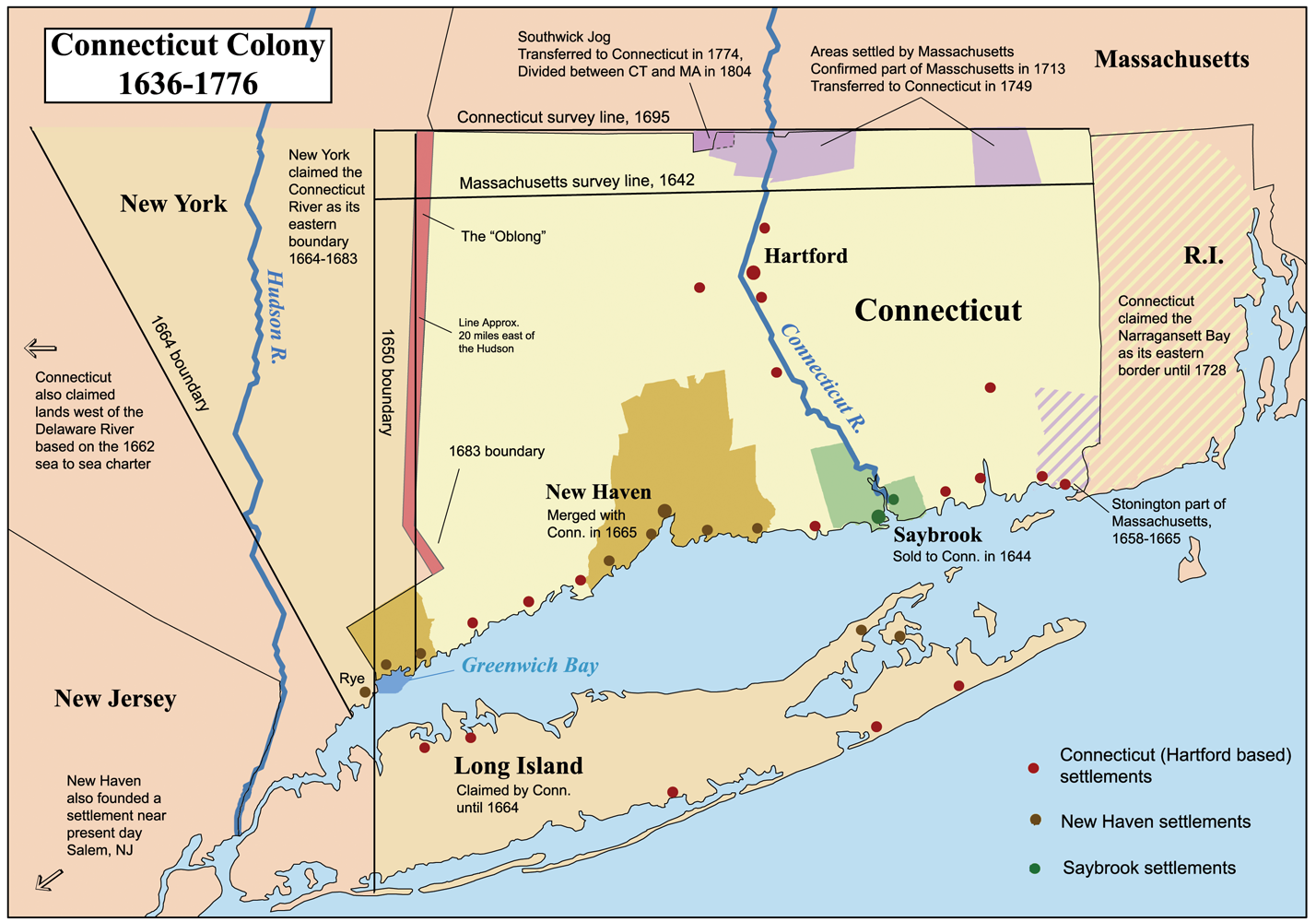
Mapa de las colonias de Connecticut, New Haven y Saybrook, que muestra la disputa entre Connecticut y Nueva York que se detalla más adelante.

En 1637, un grupo de comerciantes londinenses y sus familias, asqueados del anglicanismo de la iglesia alta, se mudaron a Boston con fin de establecer un nuevo asentamiento. Sus líderes eran John Davenport, un ministro puritano, y Theophilus Eaton, un comerciante rico que aportó 3000 libras al proyecto. Entendían de teología, negocios y comercio, pero carecían de experiencia agrícola. Las buenos sitios para puertos en Massachusetts ya estaban ocupados, pero con el exterminio de la tribu pequot, había buenos puertos disponibles en el Long Island Sound. Eaton encontró un buen sitio en la primavera de 1638, y lo nombró New Haven (en español: "Nuevo Refugio"). El sitio parecía perfecto para el comercio, situado en la costa y entre Boston y la ciudad holandesa de Nueva Ámsterdam (ahora Nueva York), y con buen acceso a los pieles de los asentamientos de Hartford y Springfield. Los colonizadores carecían de carta o permiso oficial, y no compraron ningún derecho de tierra a los indígenas. Jurídicamente, eran ocupantes ilegales. El ministro Davenport era un académico educado en Oxford, y estableció una escuela primaria y quería establecer un instituto, pero no lo consiguió. Los jefes intentaron varias empresas de bienes, pero todos fracasaron. Una gran parte de su dinero fue invertido en una gran barcaza enviada a Londres en 1646, con 5000 libras de carga consistente en cereales y pieles de castores. Nunca llegó.
La historia de la colonia de New Haven fue una serie de decepciones y fracasos. El problema más serio fue que nunca tuvo un respaldo legal para existir, es decir una carta de colonia (charter colony), aunque la mayoría de asentamientos de Connecticut carecía de ella en esa época. La colonia más grande y más fuerte de Connecticut al norte sí recibió una carta real en 1662, y se sirvió enérgicamente de su superioridad militar para forzar una adquisición. New Haven también tenía otros puntos débiles. Sus líderes eran empresarios y comerciantes, pero nunca lograron establecer un comercio lucrativo porque tenía una pobre base agrícola y el sitio estaba bastante aislado. El suelo pobre era una causa de pobreza y desánimo. El sistema político de New Haven sólo incluía miembros de la iglesia, y la negativa de extenderlo alejó a mucha gente. Cada vez más resultó evidente de que la colonia de New Haven era un esfuerzo sin esperanzas. Oliver Cromwell recomendó que la colonia migrara a Irlanda, o a los territorios españoles que Cromwell quería conquistar. 
Cuando murió Cromwell, tres hombres que habían votado ejecutar al rey Carlos I huyeron de Inglaterra y se escondieron en New Haven. La colonia tenía una pésima reputación en Londres, y había planes de unirla a Nueva York. Pero los puritanos de New Haven eran demasiado conservadores y estaban demasiado vinculados a su tierra para abandonarla o unirse a los anglicanos en Nueva York. Uno por uno en 1662-1664, los distintos asentamientos de la colonia se unieron a la Colonia de Connecticut, hasta que finalmente los tres últimos se unieron en 1664. Abandonaron su teocracia pero pasaron a estar bien integrados, con varios líderes importantes y (tras la inauguración de Yale en 1701) académicos influyentes.

### Bajo las Órdenes Fundamentales
Los tres asentamientos del río, Wethersfield, Windsor y Hartford, habían creado un gobierno general cuando se enfrentaron a las demandas de una guerra. El 14 de enero de 1639, libertos de estos asentamientos ratificaron las «Órdenes Fundamentales de Connecticut» en lo que John Fiske llamó la «primera constitución escrita conocida en la historia que creó un gobierno. Marcó el inicio de la democracia americana, de la que John Hooker merece más que cualquier otro hombre ser llamado el padre». Había crecimiento rápido bajo este régimen.
El 22 de abril de 1662, la Colonia de Connecticut logró conseguir una Carta Real que incorporó y confirmó el autogobierno que había creado. El único cambio considerable fue que exigió un gobierno único en Connecticut, con una frontera sureña en el Long Island Sound, incluyendo lo que ahora es el Condado de Suffolk en Nueva York, y un límite oriental en el Océano Pacífico, lo que significó que la carta permaneció en conflicto con la colonia de Nuevos Países Bajos.
Las presiones indígenas disminuyeron por un tiempo cuando terminó la feroz Guerra Pequot. Los pequot se reunieron a lo largo del río Thames, y otras tribus, especialmente los mohegan, se volvieron más poderosas. Esta tribu tenía una rivalidad contra los Narragansett de Rhode Island occidental y Connecticut oriental, y esta rivalidad ayudó a determinar la política diplomática para las tribus y las colonias. La Guerra del rey Felipe (1675-1676) se desbordó de la Colonia de Plymouth; Connecticut proporcionó  hombres y almacenes. La contribución conectiquesa a la guerra también incluyó una gran cantidad de aliados indígenas. La participación de los indígenas fue una parte clave de la victoria colonial. Los colonos habían percibido a algunos indígenas como amenazas mortíferas, y se movilizaron durante la Guerra Pequot y la Guerra del rey Felipe para eliminarlos. Más de tres cuartas partes de los hombres adultos prestaron alguna forma de servicio militar.

### El Dominio de Nueva Inglaterra

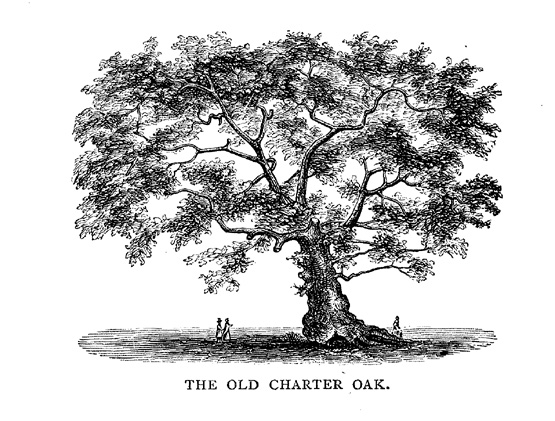
El Roble de la carta en Hartford

En 1686, Sir Edmund Andros fue nombrado gobernador real del Dominio de Nueva Inglaterra. Andros afirmó que su comisión superaba la carta de Connecticut de 1662. Inicialmente, Connecticut ignoró esa situación. Pero a fines de octubre de 1687, Andros llegó con sus tropas y apoyo naval. El gobernador Robert Treat no tuvo otra opción que convocar la asamblea. Andros se reunió con el gobernador y la Corte General el 31 de octubre e 1687.
El gobernador Andros alabó su industria y gobierno, pero, tras leerles su comisión, exigió su carta. Cuando la colocaron en la mesa, se apagaron las velas. Cuando volvieron a ser encendidas, la carta ya no estaba allí. Según una leyenda, fue escondida en el Roble de la Carta, un árbol en Hartford. Sir Edmund asignó a cuatro miembros a su Consejo para el Gobierno de Nueva Inglaterra y continuó a Boston.
Porque Andros consideraba Nueva York y Massachusetts como las partes importantes de su dominio, usualmente ignoraba Connecticut. Aparte de unos impuestos, Connecticut habitualmente también ignoraba al gobierno. Cuando resultó que la Revolución Gloriosa había situado a Guillermo y María en el trono, los ciudadanos de Boston arrestaron a Andros y lo devolvieron a Inglaterra encadenado. La corte de Connecticut se reunió y el 9 de mayo de 1689 votó renovar la vieja carta. Reeligió a Robert Treat como gobernador, y este sirvió hasta 1698.

## Disputas territoriales
Según el Tratado de Hartford de 1650 con los holandeses, la frontera occidental de Connecticut fue al norte desde el lado occidental de la Bahía de Greenwich «a condición que la línea no esté dentro de 10 millas del Río Hudson». Sin embargo, la carta original de Connecticut de 1662 lo dio toda la tierra hasta el "Mar Sureño" (i.e., el Océano Pacífico).

### Disputa con Nueva York
Evidentemente, esta estipulación causó conflicto territorial con estados que estaban entre Connecticut y el Pacífico. Un patente emitido el 12 de marzo de 1664, otorgó al Duque de York (más tarde el rey Jacobo II y VII de Inglaterra, Escocia e Irlanda) "toda la tierra desde el lado occidental del Río Connecticut hasta el lado oriental a la Bahía de Delaware." En octubre de 1664, Connecticut y Nueva York acordaron ceder Long Island a Nueva York, y establecer la frontera entre Connecticut y Nueva York en una línea del río Mamaroneck «hasta la línea del Massachusetts», atravesando el río Hudson cerca de Peekskill y la frontera de Massachusetts cerca de la esquina noroeste del Condado de Ulster, Nueva York. Este acuerdo nunca realmente fue aceptado, sin embargo, y disputas fronterizas continuaron. El gobernador de Nueva York emitió órdenes de detención para residentes de Greenwich, Rye y Stamford, y estableció un asentamiento al norte de Tarrytown en un área considerada por Connecticut una parte de su territorio. En 1675, con la Guerra del rey Felipe amenazando Connecticut, Nueva York intentó desplegar una fuerza en Saybrook, con fin de tomar el control del río Connecticut, y afirmar su reclamación sobre las tierras al oeste del río Connecticut, pero las fuerzas de Connecticut repelieron estas tropas sin una lucha. Finalmente, el 28 de noviembre de 1683, estos estados negociaron un nuevo acuerdo que estableció la frontera 32 kilómetros al este del río Hudson, norte hasta Massachusetts. En reconocimiento de los deseos de los residentes, los 250 kilómetros al este del río Byram que constituyen la Franja de Connecticut fueron dados a Connecticut. A cambio, Rye fue dado a Nueva York, junto con una franja de 3 kilómetros que corría al norte desde Ridgefield hasta Massachuestts, llamada el "Oblong".

### Disputa con Pensilvania

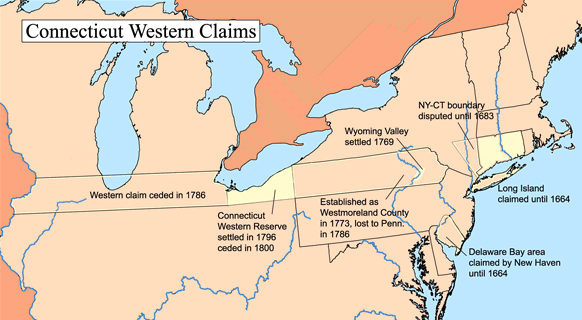
Un mapa ilustrativo de las reclamaciones occidentales de Connecticut

En los 1750, la frontera occidental permaneció en el otro lado de Nueva York. En 1754, la Compañía de Susquehannah de Windham, Connecticut obtuvo una escritura de un grupo de indígenas para una parcela de tierra a lo largo del río Susquehanna que cubría a eso de un tercio del presente Pensilvania. Este proyecto fue opuesto no solo por Pensilvania, sin también muchos en Connecticut, incluyendo el gobernador diputado, quien se oponía la compañía porque temía que estas reclamaciones amenazaran la carta de la colonia. En 1769, un grupo de 240 colonizadores conectiqueses fundaron la ciudad de Wilkes-Barre. El gobierno británico finalmente falló que "no se pueden establecer ningunos asentamientos conectiqueses hasta que no se sepa el deseo real." En 1773 el asunto fue resuelto a favor de Connecticut, y se estableció Westmoreland como una ciudad y más tarde un condado conectiqués.
Pensilvania no aceptó la decisión, sin embargo, y estalló una guerra abierta entre Pensilvania y Connecticut. El conflicto terminó con un ataque en julio de 1778, el que mató a aproximadamente 150 colonizadores y obligaron a miles a huirse. Aunque intentaban muchas veces retomar su tierra, siempre eran rechazados hasta que, en diciembre de 1783, una comisión falló a favor de Pensilvania. Tras litigio complejo, en 1786, Connecticut abandonó sus reclamaciones a cambio de liberación de deudas bélicas y confirmaciones de los derechos a tierra más al oeste en el contemporáneo Ohio, tierra que se llamaría la Reserva Oriental. Pensilvania concedió a los colonizadores individuales de Connecticut las escrituras de sus tierras. 
La Reserva Oriental, la que recibió Connecticut como compensación por abandonar todas reclamaciones en Pensilvania en 1786, constaba de una franja de tierra en lo que ahora es Ohio noreste. Connecticut tenía este territorio hasta venderlo a la Compañía de Tierra de Connecticut en 1795 por 1,2 millones de dólares. En 1796, los primeros colonizadores, guiados por Moses Cleaveland, establecieron una comunidad que se convertiría en la ciudad de Cleveland, Ohio, y el área pasaría a ser llamada "Nuevo Connecticut".

## Conservadurismo
Connecticut era llamada la tierra de hábitos firmes, con una élite conservadora que dominaba los asuntos de la colonia. Las fuerzas del liberalismo y la democracia surgieron poco a poco, animadas por el espíritu de la comunidad empresarial, y la nueva libertad religiosa estimulada por el Primer Gran Despertar.
Yale College fue establecido en 1701 para educar ministros y líderes civiles, y con el paso del tiempo se asentó en New Haven. Yale College dominaba la vida intelectual de Connecticut, y la iglesia congregacional dominaba la religión en la colonia. Oficialmente fue la iglesia oficial hasta 1818, y era obligatorio que los residentes de cada ciudad asistieran a los servicios dominicales y pagaran impuestos para apoyarla (o en caso contrario, demostraran que pertenecían a otra iglesia protestante).
Fuerzas centralizadoras hicieron a la iglesia congregacional todavía más poderosa y conservadora. La Plataforma Saybrook era una nueva constitución para la iglesia congregacional en 1708. Alrededor de 1700, a los líderes religiosos y civiles en Connecticut les preocupaba el declive en la colonia de la piedad personal y la disciplina eclesial. La legislatura colonial apoyó una reunión en Saybrook de ocho fideicomisarios de Connecticut y otros personas importantes de la colonia. La reunión redactó artículos que rechazaron el localismo en extremo y el congregacionalismo que habían heredado de Inglaterra, y los sustituyeron por un sistema semejante al de los presbiterianos. La iglesia congregacional entonces iba a ser guiada por asociaciones ministeriales locales y líderes laicos de un área geográfica. En lugar de selección de sus propios ministros por casa iglesia local, las asociaciones serían responsables de examinar candidatos ministeriales y supervisar el comportamiento de los ministros. Las asociaciones podían imponer la disciplina sobre iglesias y fallar sobre disputas. El resultado fue una centralización del poder que molestaba a muchos activistas eclesiales, pero las asociaciones oficiales respondieron desfraternizando a las iglesias que se negaron a cumplir. El sistema perduró incluso después de que el congregacionalismo ya no fuera la iglesia oficial de Connecticut.
La Plataforma marcó una contrarrevolución conservadora contra una tendencia inconformista la que culminaría en el Gran Despertar en los 1740. El Gran Despert dividió amargamente los congregacionalistas entre las "nuevas luces" o "arminianos" que apreciaban los renacimientos, y las "viejas luces" o "calvinistas" que usaban la autoridad gubernamental para sofocar los renacimientos. Teológicamente, los arminianos creían que todos podían ser salvados por experimentar una conversión religiosa; los calvinistas creían que el destino era cosa de la predestinación, y los renacimientos eran una religión falsa. 
La legislatura, controlada por los Viejas Luces, en 1742 aprobó una "ley para regular abusos y corregir la desorden en asuntos eclesiásticos" que restringió que los ministros encabezaran renacimientos. Aprobó otra ley para impedir la apertura de un seminario de las Nuevas Luces. Varios evangélicos de la Nueva Luz respondieron por crear su propia organización política, y luchando en asentamiento por asentamiento. Aunque los asuntos religiosos disminuyeron después de 1748, el faccionalismo Nueva Luz versus Vieja Luz se desbordó en otros asuntos. Sin embargo, las divisiones involucradas no desempeñaron un papel en el estallido de la Revolución Americana, la que apoyaban ambos lados.
La carrera militar no era tenida en mucha estima en Connecticut. Sin embargo, Londres exigió ayuda en sus varias guerras contra Francia, así que la colonia envió a soldados en Canadá en 1709 hasta 1711 en la Guerra de la reina Ana. Élites en control del gobierno se servían de primas para animar a los pobres a que se presentasen para servicio temporal.

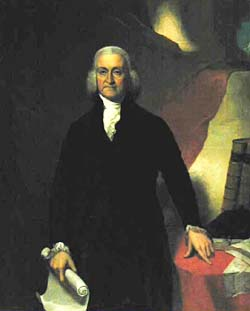
El gobernador Jonathan Trumbull

El gobernador Jonathan Trumbull fue elegido cada año desde 1769 hasta 1784, y el sistema político de Connecticut no se vio muy fue afectado por la Revolución.

## La Revolución Americana (1775-1789)
Las élites conservadoras apoyaban la Revolución americana, y las fuerzas  lealistas eran débiles en Connecticut. Connecticut nombró a cuatro delegados al Segundo Congreso Continental, el que emitiría la Declaración de Independencia: Samuel Huntington, Roger Sherman, William Williams y Oliver Wolcott.
En 1775, tras los enfrentamientos entre soldados británicos y milicianos de Massachusetts en Lexington y Concord, la legislatura de Connecticut aprobó el equipamiento de seis nuevos regimientos, y 1.200 soldados conectiquesas sirvieron en la batalla de Bunker Hill en junio de 1775.
Al enterarse en 1777 de que había almacenes del Ejército Continental en Danbury, los británicos desembarcaron una fuerza expedicionaria de unos 2.000 soldados en Westport, que marcharon hacia Danbury y destruyeron una gran parte del depósito, junto con casas en Danbury. En la marcha de regreso, tropas y milicianos americanos encabezados por el general David Wooster y el general Benedict Arnold se enfrentaron a los británicos en Ridgefield en 1777, lo que impidió más intentos de desembarco por parte de los británicos durante el resto de la guerra.
Para el invierno de 1778-1779, el general George Washington decidió dividir el Ejército continental en tres divisiones, rodeando Nueva York, donde el general británico sir Henry Clinton había establecido sus cuarteles de invierno. El mayor general Israel Putnam eligió Redding como el campamento invernal para 3.000 soldados y milicianos bajo su mando. El campamento permitió a los soldados a Putnam a guardar el depósito reabastecido en Danbury y a apoyar cualesquiera operaciones a lo largo del Long Island Sound y el valle del río Hudson. Algunos de sus hombres eran veteranos del campamento en Valley Forge en el año previo. Los soldados sufrieron escasez de suministros, bajas temperaturas bajas y grandes cantidades de nieve, y algunos historiadores han llamado al campamento "el Valley Forge de Connecticut."
El estado era el sitio de inicio para muchas incursiones contra Long Island lideradas por Samuel Holden Parsons y Benjamin Tallmadge, y proveía tropas y materiales para el esfuerzo bélico, especialmente para el ejército de Washington fuera de Nueva York. El general William Tryon saqueó la costa de Connecticut en julio de 1779, concentrando sus fuerzas contra New Haven, Norwalk, y Fairfield. El general francés el conde de Rochambeau celebró la primera misa católica en Connecticut en Lebanon en verano de 1781 mientras avanzaba por el estado. Rochambeau y Washington también hicieron planes en Wethersfield para la Batalla de Yorktown y la rendición británica. El conectiqués y traidor Benedict Arnold saqueó New London y Groton Heights en septiembre de 1781.

## Periodo Nacional Temprano (1789-1818)
Nueva Inglaterra era el baluarte del Partido Federalista. 
Debido al poder de los federalistas, los republicanos trabajaron más duro para ganar. En 1806, el liderazgo del estado remitió a los jefes municipales instrucciones para las elecciones inminentes, las que ayudarían a coordinar la primera campaña moderna de "sacar el voto".
Connecticut prosperaba durante esta época; sus puertos eran concurridos, y se construyeron las primeras fábricas de productos textiles. El embargo estadounidense y el bloqueo británico durante la guerra de 1812 perjudicaron el negocio de exportación, y fortalecieron a los federalistas, quienes se oponían la Guerra y el embargo. La escasez de importaciones de Bretaña estimuló el desarrollo rápido de fábricas para reemplazar los textiles y maquinaria. Eli Whitney de New Haven fue un líder de los ingenieros e inventores que hicieron el estado un referente mundial de herramientas mecánicas y la tecnología industrial. El estado se destacaba por su conservadurismo político, caracterizado por el partido federalista y el Yale College encabezado por Timothy Dwight. Los intelectuales principales eran Noah Webster, quien compiló su diccionario famoso en New Haven, y Timothy Dwight. Tensiones religiosas polarizaron el estado, porque la iglesia congregacional, aliada con los federalistas, fracasó a la hora de mantener su control sobre el estado. El fracaso de la Convención de Hartford en 1814 perjudicó a los federalistas, quienes fueron derrotados por los republicanos en 1817.

## La modernización y la industria
Hasta esa época, Connecticut había seguido la Carta de 1662, y, con la independencia de las colonias 40 años antes, la mayoría de los principios de la Carta ya no eran relevantes. En 1818, se adoptó una nueva Constitución que fue la primera legislación escrita en separar la iglesia y el estado en Connecticut, y dio igualdad a todas las religiones. Se expandieron los poderes del gobernador, y se aumentó la independencia de las cortes permitiendo que sus jueces sirvieran de por vida.
Connecticut tenía los materiales crudos de agua corriente y vías fluviales navegables, y con la ética laboral yanqui, se convirtió en un líder industrial. Desde el nacimiento del sistema de patentes en 1790 hasta 1930, Connecticut fue el estado con más patentes per cápita, con una tasa tres veces superior a la normal.  La primera invención conocida de Connecticut fue una máquina lapidaria, inventada por Abel Buell de Killingworth, en 1765.

## La abolición y la integración
A partir de los 1830, y en un proceso que se aceleró tras la abolición total de esclavitud en Connecticut en 1848, los afroestadounidenses empezaron a mudarse a centros urbanos atraídos por el empleo y las nuevas oportunidades que ofrecían, y formaron nuevos barrios como Little Liberia en Bridgeport.
En 1832, la maestra cuáquera Prudence Crandall estableció la primera escuela integrada en los Estados Unidos cuando aceptó a Sarah Harris, una afroestadounidense, en su Internado para Mujeres Canterbury en Canterbury, Connecticut. Muchos habitantes protestaron y presionaron pidiendo el despido de Harris, pero Crandall se negó. Las familias de estudiantes sacaron a sus hijas de la escuela. Por consiguiente, Crandall dejó de enseñar a blancas y abrió su escuela únicamente a las negras. En 1995, la Asamble General de Connecticut nombró a Prudence Crandall heroína oficial del estado.

## Época de la Guerra de Secesión

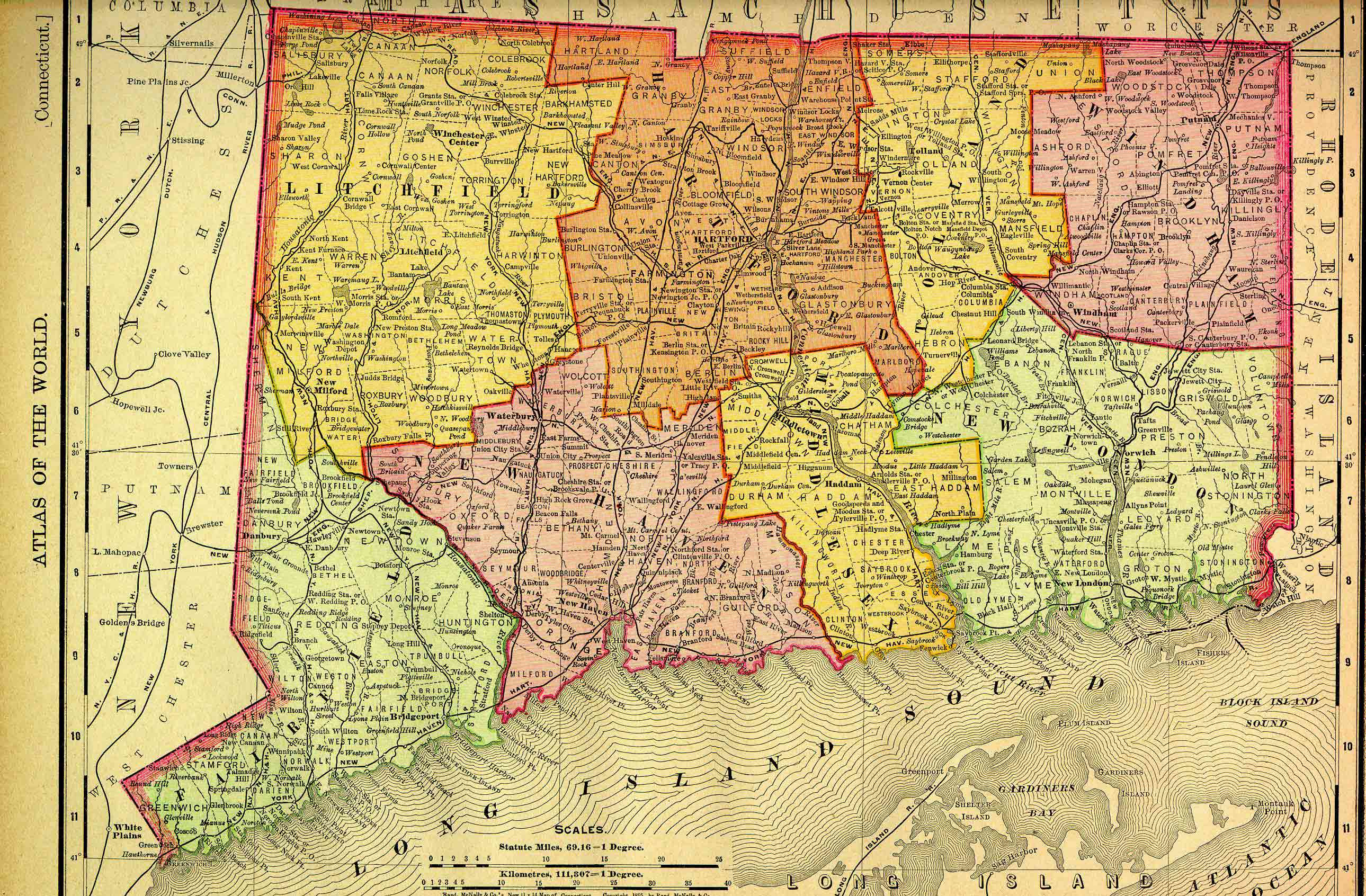
Mapa de Connecticut en 1895.

Productores conectiqueses desempeñaron un papel clave a la hora de suministrar a las fuerzas unionistas fusiles, cañones, municiones y material militar durante la Guerra de Secesión. El estado proporcionó 55.000 hombres, unidos en 30 regimientos completos de infantería con dos en las tropas de color de Estados Unidos. Connecticut también proporcionó tres baterías de artillería ligera y un regimiento de caballería. La Armada atrajo a 250 oficiales y a 2100 marineros. Muchos hombres conectiqueses se convirtieron en generales unionistas; Gideon Welles fue un moderado que fue el Secretario de la Marina de Lincoln. Las tropas conectiquesas sufrieron gran número de bajas; 2088 murieron en combate, 2801 de enfermedades, y 689 en los campos de prisioneros.
La política se volvió polémica durante la guerra. El aumento de unidad nacional en 1861 impulsó a miles de hombres a presentarse para el servicio. Pero a medida que la guerra iba convirtiéndose en una cruzada contra la esclavitud, muchos demócratas se volvieron reacios. Los demócratas empezaron a apoyar la paz y aceptar a los "Copperheads" (en español: víboras cobrizas), quienes estaban dispuestos a permitir que el Sur se separara. La elección gubernativa fue reñida, pero los republicanos salieron vencedores.
La industrialización, la densidad de población, que el terreno fuese llano, la  proximidad a los centros urbanos y la riqueza de sus habitantes hicieron de Connecticut un sitio favorable para la construcción de vías férreas. Tras la Guerra de Secesión, muchas pequeñas compañías se unieron en el Ferrocarril New York, New Haven y Hartford, llamado "el consolidado". Dicho ferrocarril intentó monopolizar todos los medios de transporte, incluidos los tranvías urbanos e interurbanos y los cargueros y vapores en el Long Island Sound.

## sigloXX

### Ferrocarriles

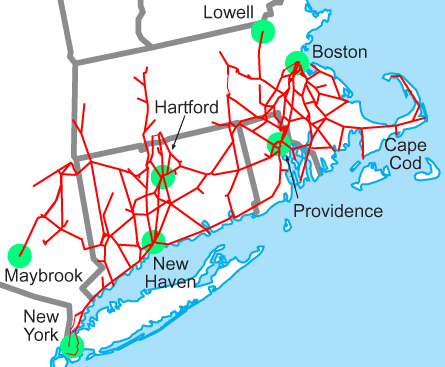
El Sistema New Haven.

El ferrocarril New York, New Haven y Hartford dominaba el transporte en Connecticut después de 1872. El banquero principal de Nueva York, J. P. Morgan, había crecido en Hartford y estaba muy interesado en la economía de Nueva Inglaterra. A partir de los 1890, Morgan empezó a financiar los principales ferrocarriles de Nueva Inglaterra y dividió sus territorios para que no compitieran entre ellos. En 1903, nombró a Charles Mellen presidente del ferrocarril. Su objetivo fue comprar y consolidar los ferrocarriles principales de Nueva Inglaterra, con apoyo de la financiación de Morgan, unir sus operaciones, bajar sus costes, electrificar las rutas concurridas, y modernizar el sistema. Con menos competencia y costes más bajos, habría mejores ingresos. El Ferrocarril New Haven compró 50 compañías menores, incluyendo compañías de vapores, y construyó una red de tranvías eléctricos que proporcionaría transporte interurbano a todo el sur de Nueva Inglaterra. Para 1912, el Ferrocarril New Haven operaba 2000 millas de vía y daba trabajo a más de 120.000 empleados. Prácticamente monopolizó el tráfico entre Nueva York y Boston.
La búsqueda de Morgan del monopolio enojó a reformadores durante la Era progresista, especialmente al abogado de Boston Louis Brandeis, quien se opuso al Ferrocarril New Haven durante años. Las tácticas abrasivas de Mellen lo enemistaron con el gran público y condujeron a precios altos para adquisiciones y construcciones. La siniestralidad aumentó cuando se hicieron esfuerzos por reducir los costes de mantenimiento. La deuda subió de 14 millones de dólares en 1903 a 242 millones de dólares en 1913. También en 1913, el gobierno federal presentó una demanda antimonopolio contra la compañía y esta fue obligada a ceder sus sistemas de tranvías. El advenimiento de automóviles, camiones, y autobuses tras 1910 recortó los ingresos. La línea se declaró en quiebra en 1935 y fue reorganizada y reducida, quebró otra vez en 1961, y en 1969 se fusionó con el sistema Penn Central, que también quebró. Los restos del sistema son parte de Conrail.
La revolución automovilística surgió más deprisa de lo previsto, especialmente los ferrocarriles. En 1915, Connecticut tenía 40.000 automóviles, cinco años después tenía 120.000. Hubo un crecimiento más rápido de camiones, que pasaron  de 7.000 a 24.000. El gobierno local empezó a mejorar las carreteras, y empresarios abrieron concesionarios, gasolineras, talleres de reparación y moteles.

### La política
Los republicanos dominaban la política estatal tras 1896, y controlaba la legislatura, donde la regla de dar un representante por cada municipalidad garantizaba que pequeñas municipalidades rurales pudieron ganar la votación contra las grandes ciudades crecientes. Mientras que los republicanos desarrollaron las facciones, se unieron para las elecciones. Los demócratas sufrieron una mayor disensión interna sobre determinados asuntos, especialmente el liberalismo de William Jennings Bryan, y por eso eran más débiles en elecciones generales. Los demócratas rurales luchaban contra los irlandeses urbanos por el control del partido estatal. La mayoría de obreros industriales votaba por republicanos, salvo los irlandeses católicos que eran demócratas, así que la mayoría de las ciudades industriales votaban por republicanos.
En 1910, los demócratas eligieron como candidato a gobernador a Simeon Baldwin, un destacado profesor de la Escuela de Derecho Yale. Los republicanos se dividieron entre los partidarios del presidente Taft y el expresidente Theodore Roosevelt, y así los demócratas ganaron las elecciones presidenciales, gobernativas y congresuales en Connecticut, y lograron controlar el Senado estatal. Sólo la Cámara de Representantes siguió estando controlada por los republicanos debido a su poder en áreas rurales. El estado no participó demasiado en la era progresista y los demócratas solo aprobaron una ley liberal, la que estableció un sistema de compensación al trabajador. En 1914, los republicanos se reagruparon y volvieron a tomar el control de la política estatal. J. Henry Roraback fue el jefe republicano en el estado desde 1912 hasta su muerte en 1937. Su maquinaria política, dijo Lockard, era «eficiente, conservadora, mezquina, y en control completo». Hasta que la coalición del New Deal de los años treinta atrajo a votantes étnicos al Partido Demócrata, Roraback fue insuperable debido a su fuerte organización rural, financiación de la comunidad empresarial, política conservadora y organización jerárquica del partido. Connecticut fue el último estado en adoptar el sistema de primarias de partido, y sólo se usaba en el caso de que un perdedor quisiera desafiar la elección de la convención estatal.

### Primera Guerra Mundial
Cuando la Primera Guerra Mundial estalló en 1914, la gran industria maquinaria de Connecticut recibió grandes contratos de Gran Bretaña, Canadá, Francia, y las fuerzas estadounidenses. Las empresas de municiones más grandes fueron Remington en Bridgeport, Winchester en New Haven, y Colt en Hartford, además del gran arsenal federal en Bridgeport.
El estado apoyó enérgicamente el esfuerzo bélico de los Estados Unidos en 1917 y 1918 con grandes compras de bonos de guerra, una expansión de la industria bélica, y un enfoque de producción alimentaria en granjas. Miles de grupos se movilizaron para el esfuerzo bélico, y fueron coordinados por el Consejo Estatal de Defensa de Connecticut. Jóvenes eran ansiosos por servir voluntariamente o por la conscripción.
A fines de la guerra, la epidemia mundial de la "gripe de 1918" llegó al estado. Los índices de mortalidad fueron elevados porque el estado era un centro de viaje y muy urbano, así que los gérmenes se propagaron más deprisa, y además había muchos inmigrantes recientes en áreas densas. Murieron entre 8500 y 9000 personas, casi el uno por ciento de la población, y alrededor de una cuarta parte de la población contrajo la enfermedad.

### Inmigrantes y etnia a principios delsigloXX
Las fábricas en Bridgeport, New Haven, Waterbury y Hartford eran imanes para inmigrantes europeos. Los grupos mayores eran los italianos, polacos, y otros europeos orientales. Trajo labor no cualificado y católico a un estado históricamente protestante, y también llegó una considerable cantidad de inmigrantes judíos. Para 1910, casi el 30% de la población de Connecticut había nacido en el extranjero.
Esos grupos étnicos apoyaban la Primera Guerra Mundial (los pocos alemanes-estadounidenses intentaban mantener un perfil bajo, porque se enfrentaban a una clara hostilidad por debido a su etnia). Organizaciones étnicas apoyaban un programa de americanización para los inmigrantes recientes. Debido a que el viaje transatlántico se volvió imposible para los ciudadanos entre 1914 y 1920, la afluencia de nuevos inmigrantes cesó. Italianos, polacos y otros tuvieron que cancelar los planes de volver a sus pueblos natales. Su nivel de vida mejoró conforme iban apareciendo trabajos mejor pagados en la industria de municiones. Se asentaron en los Estados Unidos, y se convirtieron en residentes permanentes. En lugar de identificarse con sus pueblos antiguos, los italianos adquirieron un nuevo orgullo de ser tanto estadounidenses como italianos. Sus hijos, nacidos en Estados Unidos y bilingües, florecieron económicamente en la próspera década de los veinte. Los polacos se alistaron en grandes cantidades, y apoyaron generosamente el esfuerzo de los bonos de guerra. Eran motivados en parte por el compromiso del gobierno de apoyar la independencia polaca, la cual ocurrió tras la guerra.
En los 1920, los nativistas empezaron a oponerse a los nuevos inmigrantes por considerarlos una amenaza para los valores tradicionales del estado. El Ku Klux Klan tuvo algunos seguidores en el estado en los 1920, alcanzando alrededor de 15.000 miembros antes de su desintegración nacional en 1926.

### La Gran Depresión y la Segunda Guerra Mundial

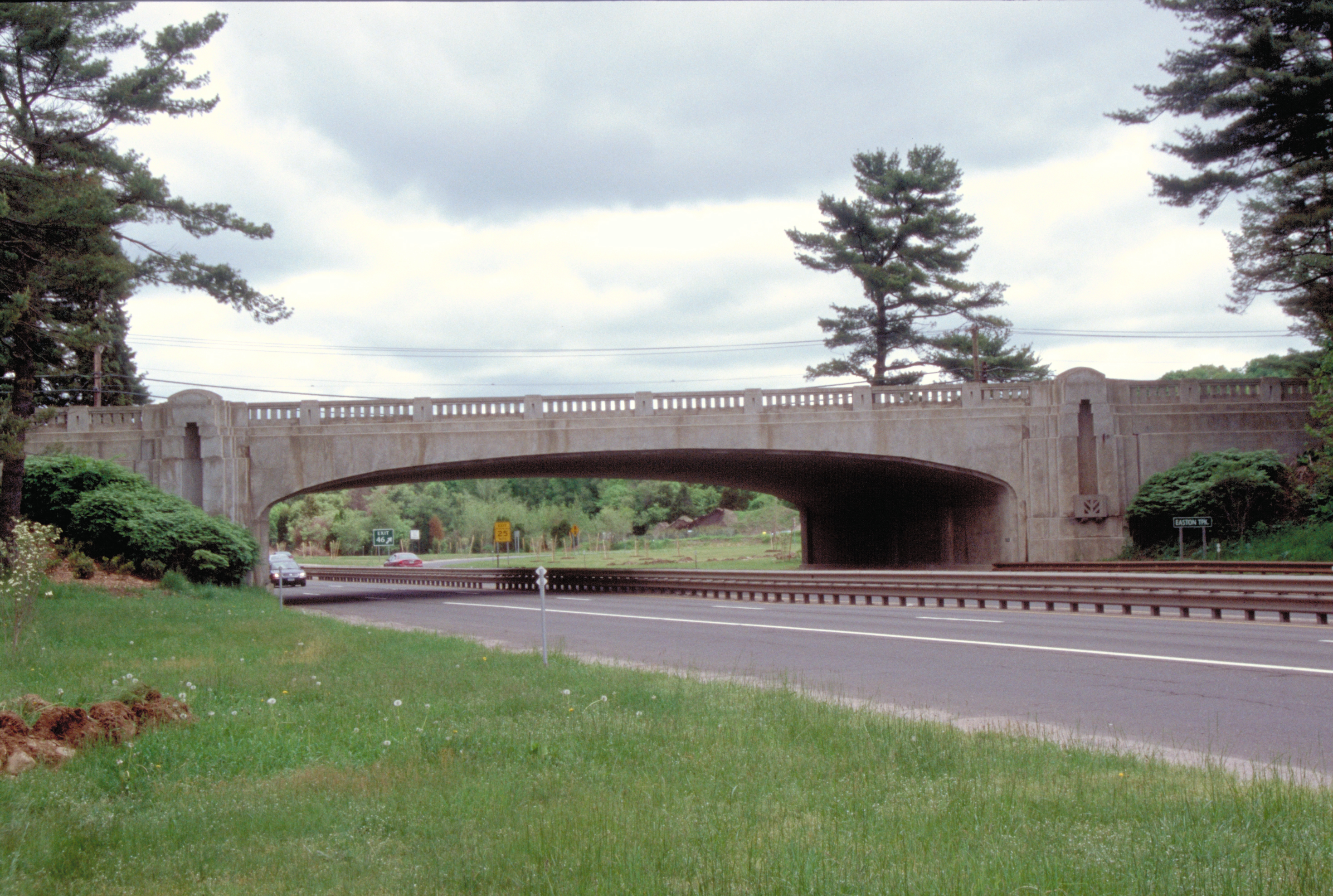
Obreros del Works Progress Administration construyeron algunas puentes en el Merritt Parkway.

El aumento del desempleo en áreas urbanas y rurales produjo desconfianza de líderes rublicanos, y así los demócratas conectiquesas vieron una oportunidad de volver al poder. Un líder principal del movimiento fue el gobernador Wilbur Lucius Cross (1931–1939), un profesor de inglés de Yale, quien emuló la gran parte de las políticas del New Deal de Franklin D. Roosevelt por crear nuevos servicios públicos, contribuir a proyectos de infraestructura, y instituir el salario mínimo. El Parkway Merritt fue construido en este período como parte de la inversión en infraestructura.
En 1938, el Partido Demócrata en Connecticut se enfrentó a una controversia, y los republicanos eligieron al gobernador Raymond E. Baldwin. Connecticut se convirtió en un estado muy competitivo entre los dos partidos.
El 21 de septiembre de 1938, la tormenta más destructiva de la historia de Nueva Inglaterra golpeó Connecticut oriental, matando a cientos de gente. El ojo del huracán "Long Island Express" pasó al oeste de New Haven y devastó la costa connectiquesa entre Old Saybrook y Stonington, a la que le faltaba la protección de Long Island. La huracán causó daño extensivo a la infraestructura, casas, y negocios de la región. En New London, un velero de 150 metros chocó con un complejo de almacenes, causando un gran fuego. Fuertes lluvias hicieron que el río Connecticut inundara el centro de Hartford y East Hartford. Alrededor de 50.000 árboles cayeron en las carreteras.
La Gran Depresión rápidamente dio lugar a un auge económico mientras los Estados Unidos invirtieron en su industria defensiva antes y durante la Segunda Guerra Mundial. La petición de Roosevelt de que los Estados Unidos fueran el Arsenal de la Democracia causó una rápida expansión en las industrias relacionadas con la producción de municiones, como motores de avión, radios, radares, espoletas de proximidad, fusiles y muchos otros productos. Se construyeron motores de avión, se cosieron paracaídas, y se construyeron submarinos. Además, las industrias tradicionales de municiones siguieron fabricando armas, naves, uniformes, municiones y artillería. Connecticut fabricó el 4,1 por ciento de todos los armamentos militares de los Estados Unidos producidos durante la Guerra. Aunque la mayoría de la producción de municiones terminó en 1945, las nuevas industrias habían surgido debido a la guerra, y la producción de componentes electrónicos avanzados y componentes aeronáuticos continuó.

### La prosperidad de la posguerra
Los suburbios de Connecticut prosperaban mientras muchos se mudaron a nuevos alojamientos mediante las autovías subsidiadas, pero las poblaciones de sus ciudades alcanzaron sus cimas en los 1950 y empezaron a disminuir después. Connecticut construyó el primer submarino nuclear USS Nautilus (SSN-571) y otras armas esenciales para el Pentágono. A principios de los 1960, el mercado laboral próspero dio al estado los más elevados ingresos per cápita del país. Se podía observar el alto nivel de vida por los barrios suburbanos que se desarrollaron fuera de las ciudades principales. La construcción de autovías principales como el Connecticut Turnpike, subsidiadas por la inversión federal, convirtieron pueblos pequeños en sitios para el desarrollo residencial y comercial, una tendencia que continúa hasta hoy.
El Condado de Fairfield, el Gold Coast (en español: Costa Dorada) de Connecticut, era una residencia favorita de muchos ejecutivos quienes trabajaban en Nueva York. Atraía muchos sedes corporativas de Nueva York, especialmente en los 1970 cuando Connecticut no tenía impuestos estatales sobre la renta. Connecticut ofrecía espacio abundante para oficinas, un alto nivel de vida para los que no querían vivir en Nueva York y excelentes escuelas públicas. El estado no ofrecía incentivos fiscales para que las corporaciones trasladaran sus sedes.
Se pagaba bien a los trabajadores industriales de Connecticut, y muchos estaban empleados en las industrias del sector de defensa, construyendo submarinos nucleares en astilleros en Electric Boat, helicópteros en Sikorsky, y motores de reacción en Pratt & Whitney. Los sindicatos fueron muy poderosos tras la guerra, alcanzando su cima a principios de los 1970. Desde entonces, los sindicatos han experimentado un declive profundo de tamaño y influencia, mientras las fábricas cerraron, y el estado perdieron trabajos. Los sindicatos del sector público, incluyendo maestros, policía y empleados municipales y estatales, se han vuelto más poderosos.
La desindustrialización dejó muchos centros industriales con fábricas vacías y un alto nivel de paro. Mientras los blancos más ricos se mudaron a los suburbios, los afroestadounidenses y los latinos empezaron a constituir un mayor porcentaje de la población urbana. Los afroestadounidenses y latinos heredaron centros urbanos deteriorados que no eran prioridades para el estado o sus compañías. Para los 1980, la obsolescencia urbana y la delincuencia eran asuntos principales. Estas condiciones pobres se convirtieron en catalizadores para movimientos militantes de aburguesar los barrios pobres y desagregar los sistemas escolares de las ciudades, rodeadas por suburbios mayormente blancos. En 1987, Hartford fue la primera ciudad estadounidense en elegir alcalde una mujer negra, Carrie Saxon Perry. 

#### La política de la Época de posguerra
Connecticut tenía partidos estatales muy fuertes. Los jefes de partido controlaban sus delegaciones legislativas y dirigían las convenciones para elegir nominados. La vieja población "WASP" todavía tenía poder en áreas rurales, pero los católicos eran un 44 por ciento de la población del estado y dominaban todas las ciudades industriales. Con muchos grupos minoritarios leales a los demócratas y los sindicatos en su apogeo, el partido demócrata apoyaba enérgicamente la coalición del New Deal y el liberalismo. El partido republicano era ligeramente liberal, caracterizado por el senador Prescott Bush, un potentado cuyo hijo y cuyo nieto fueron elegidos presidentes. Connecticut tenía dificultades para proyectar su identidad al carecer de equipos en la liga mayor y estar el mercado de los medios de comunicación dominado por emisoras fuera del estado. El jefe del partido demócrata tenía a Ella Grasso como un contacto con la facción liberal del partido. La ascendió de la legislatura al Secretariado de Estado al Congreso, hasta la gobernatura.
El éxito de Bailey en controlar los candidatos estatales sufrió una derrota en 1970, cuando el candidato republicano para gobernador Thomas Meskill, derrotó a un demócrata mediocre. Más complejo fue la situación del senador Thomas Dodd, un demócrata censurado por el Senado por su abuso de fondos de campaña. Dodd perdió la primaria demócrata, pero se presentó como candidato independiente y dividió el voto. El resultado fue que el republicano liberal Lowell Weicker ganó el escaño senatorial. Bailey logró más éxito en asegurar la reelección del senador Abe Ribicoff a la gobernatura en 1974. En 1950, Ribicoff fue elegido como el primer gobernador judío y no "WASP" de Connecticut. Fue reelegido hasta ser derrotado en 1988, y fue reelegido en 1990 como independiente.
En 1974, los demócratas eligieron gobernadora a Ella T. Grasso, hija de inmigrantes italianos y la primera mujer elegida gobernadora. Fue reelegida en 1978. Se enfrentó una crisis severa en 1978 cuando la "Ventisca de '78" soltó más de 75 centímetros de nieve en el estado, paralizando las autovías y carreteras. Grasso "cerró el estado" por una proclamación, y prohibió todo uso de carreteras públicas por empresas y ciudadanos, cerrando así todas las empresas. En la práctica, la decisión confinó a los connectiqueses a sus hogares. Esto alivió los servicios de emergencia de tener que ayudar los muchos carros atascados, y permitió que los servicios procedieran por los encerrados. La crisis terminó en el tercer día, y Grasso ganó elogios por su liderazgo y valor.

### A fines delsigloXX
La dependencia de la industria de defensa suponía un problema económico a fines de la Guerra Fría. La crisis presupuestaria resultante ayudó a elegir gobernador a Lowell Weicker como un tercer partido en 1990. Pese a hacer campaña contra el impuesto estatal sobre la renta, la solución de Weicker a la crisis fue exactamente esa y resultó eficaz a la hora de equilibrar el presupuesto, pero no resultó nada popular. Weicker se jubiló tras un único mandato.
Con sus tierras "reconquistadas", los pequot iniciaron planes para la construcción de un gran complejos de casinos en sus reservas. Se completó el Foxwoods Casino en 1992, y sus enormes ingresos hicieron de la reserva pequot en Mashantucket una de las más ricas del país. Con su nuevo dinero, se establecieron nuevas iniciativas educativas y culturales, incluyendo la construcción del Centro de Investigaciones y Museo Pequot de Mashantucket. La reserva mohegan consiguió el reconocimiento político y poco después, en 1994, abrió otro casino exitoso (Mohegan Sun) cerca de la municipalidad de Uncasville. La recesión económica que se inició en 2007 perjudicó seriamente los ingresos, y para 2012 ambos casinos estaban muy endeudados.
Los casinos son un ejemplo del cambio de orientación de la economía de la fabricación al entretenimiento, los servicios financieros y la industria farmacéutica.

## sigloXXI
En los atentados del 11 de septiembre de 2001 murieron 65 conectiqueses, la mayoría de los cuales eran residentes del Condado de Fairfield y trabajaban en el World Trade Center. Se estableció más tarde un monumento estatal en Westport. 
Muchos escándalos políticos sacudieron Connecticut a principios del siglo XXI. Estos incluyeron la destitución del alcalde de Bridgeport Joseph P. Ganim por 16 cargos de corrupción y del alcalde de Waterbury Philip A. Giordano por 18 cargos de abuso sexual de dos hermanas.
En 2004 el gobernador John G. Rowland dimitió durante una investigación de corrupción. Posteriormente Rowland se declaró culpable de cargos federales, y su sucesora M. Jodi Rell concentró su administración en las reformas.
En abril de 2005, Connecticut aprobó una ley para permitir el matrimonio entre personas del mismo sexo. Sin embargo, la ley requería que tales uniones fueran llamadas "uniones civiles", y que sólo se pudiera llamar matrimonio a las uniones entre personas de sexos distintos. En octubre de 2008 la Corte Suprema de Connecticut ordenó que se permitiera el matrimonio entre personas del mismo sexo.
En julio de 2009, la legislatura de Connecticut anuló un veto por la gobernadora M. Jodi Rell y aprobó SustiNet, la primera reforma significativa de la atención médica de opción pública en los Estados Unidos.
El sistema judicial penal también se enfrentó la primera ejecución en el estado desde 1960, la del asesino en serie Michael Ross en 2005, y también fue sacudido por los asesinatos de las invasiones de hogares en Cheshire en julio de 2007. Porque los presuntos autores de los asesinatos estaban en libertad provisional, M. Jodi Rell prometió una completa investigación de las políticas judiciales penales del estado.
El 11 de abril de 2012, la Cámara de Representantes de Connecticut votó eliminar la pena capital en el estado.
En 2011 y 2012, Connecticut sufrió tres grandes tormentas en sólo 14 meses, y todos causaron daños materiales y apagones serios. El Huracán Irene golpeó Connecticut el 28 de agosto de 2011, y mató a tres residentes. Los daños ascendieron a 235 millones de dólares, y 20 casas fueron destruidas en East Haven. Dos meses más tarde, el  "Halloween Nor'easter" desencadenó nieve extensiva en el estado. El Huracán Sandy tenía vientos fuertes cuando llegó a Connecticut el 29 de octubre de 2012, y mató a cuatro hombres. Los vientos de Sandy empujaron marejadas ciclónicas en las calles costeras, derribaron árboles y causaron apagones en el 98 por ciento de las casas y empresas ubicadas en su ruta. El Huracán Sandy causó daños por valor de más de 360 millones de dólares.
El 14 de diciembre de 2012, Adam Lanza disparó y mató a 26 personas, 20 niños y 6 adultos, en la Escuela Primaria de Sandy Hook en el pueblo de Sandy Hook de Newtown, Connecticut, y después se suicidó.

## Leer más

### Repasos
- Andersen, Ruth O. M. From Yankee to American: Connecticut, 1865-1914 (Series in Connecticut history) (1975) 96pp
- Andrews, Charles M. The Colonial Period of American History: The Settlements, volume 2 (1936) pp 67–194, by leading scholar
- Atwater, Edward Elias (1881). History of the Colony of New Haven to Its Absorption Into Connecticut. author. to 1664
- Burpee, Charles W. The story of Connecticut (4 vol 1939); detailed narrative in vol 1-2
- Clark, George Larkin. A History of Connecticut: Its People and Institutions (1914) 608 pp; based on solid scholarship online
- Federal Writers' Project.  Connecticut: A Guide to its Roads, Lore, and People (1940) famous WPA guide to history and to all the towns online Archivado el 28 de julio de 2020 en Wayback Machine.
- Fraser, Bruce. Land of Steady Habits: A Brief History of Connecticut (1988), 80 pp, from state historical society
- Hollister, Gideon Hiram (1855). The History of Connecticut: From the First Settlement of the Colony to the Adoption of the Present Constitution. Durrie and Peck., vol. 1 to 1740s
- Janick, Herbert F. A diverse people: Connecticut, 1914 to the present (Series in Connecticut history) (1975)  124pp
- Jones, Mary Jeanne Anderson.  Congregational Commonwealth: Connecticut, 1636-1662 1968
- Morse, Jarvis. Under the Constitution of 1818: The First Decade (1939) online 24pp
- Peirce, Neal R. The New England States: People, Politics, and Power in the Six New England States (1976) pp 182–231; updated in Neal R. Peirce and Jerry Hagstrom, The Book of America: Inside the Fifty States Today  (1983) pp 153–75
- Peters, Samuel. General History of Connecticut (1989)
- Purcell, Richard J. Connecticut in Transition: 1775–1818 (1963); standard scholarly history online
- Roth, David M. and Freeman Meyer. From Revolution to Constitution: Connecticut, 1763-1818 (Series in Connecticut history) (1975) 111pp
- Sanford, Elias Benjamin (1887). A history of Connecticut.; very old textbook; strongest on military history, and schools
- Taylor, Robert Joseph. Colonial Connecticut: A History (1979); standard scholarly history
- Trumbull, Benjamin (1818). Complete History of Connecticut, Civil and Ecclesiastical. very old history; to 1764
- Trecker, Janice Law.  Preachers, rebels, and traders: Connecticut, 1818-1865 (Series in Connecticut history) (1975) 95pp
- Van Dusen, Albert E. Connecticut A Fully Illustrated History of the State from the Seventeenth Century to the Present (1961) 470pp the standard survey to 1960, by a leading scholar
- Van Dusen, Albert E.  Puritans against the wilderness: Connecticut history to 1763 (Series in Connecticut history)  150pp (1975)
- Warshauer, Matthew. Connecticut in the American Civil War: Slavery, Sacrifice, and Survival (Wesleyan University Press, 2011) 309 pages;
- Zeichner, Oscar. Connecticut's Years of Controversy, 1750-1776 (1949)

### Estudios especializados
- Buell, Richard, Jr.  Dear Liberty: Connecticut's Mobilization for the Revolutionary War (1980), major scholarly study
- Bushman, Richard L. (1970). From Puritan to Yankee: Character and the Social Order in Connecticut, 1690-1765. Harvard University Press.
- Collier, Christopher. Roger Sherman's Connecticut: Yankee Politics and the American Revolution (1971)
- Daniels, Bruce C. "Economic Development in Colonial and Revolutionary Connecticut: An Overview," William and Mary Quarterly (1980) 37#3 pp. 429–450 in JSTOR
- Daniels, Bruce Colin. The Connecticut town: Growth and development, 1635-1790 (Wesleyan University Press, 1979)
- Daniels, Bruce C. "Democracy and Oligarchy in Connecticut Towns-General Assembly Officeholding, 1701-1790" Social Science Quarterly (1975) 56#3 pp: 460-475.
- Fennelly, Catherine. Connecticut women in the Revolutionary era  (Connecticut bicentennial series) (1975) 60pp
- Grant, Charles S. Democracy in the Connecticut Frontier Town of Kent (1970)
- Hooker, Roland Mather. The Colonial Trade of Connecticut (1936) online; 44pp
- Lambert, Edward Rodolphus (1838). History of the Colony of New Haven: Before and After the Union with Connecticut. Containing a Particular Description of the Towns which Composed that Government, Viz., New Haven, Milford, Guilford, Branford, Stamford, & Southold, L. I., with a Notice of the Towns which Have Been Set Off from "the Original Six.". Hitchcock & Stafford.
- Jeffries, John W. Testing the Roosevelt Coalition: Connecticut Society and Politics in the Era of World War II (1979), voters & politics
- Lockard, Duane. New England State Politics (1959) pp  228–304; covers 1932-1958
- Main, Jackson Turner. Connecticut Society in the Era of the American Revolution (pamphlet in the Connecticut bicentennial series) (1977)
- Morse, Jarvis M. The Rise of Liberalism in Connecticut, 1828–1850 (1933) online
- Pierson, George Wilson. History of Yale College (2 vol 1952) scholarly history to 1937
- Selesky  Harold E. War and Society in Colonial Connecticut (1990) 278 pp.
- Steiner, Bernard C. History of Slavery in Connecticut (1893)
- Taylor, John M. The Witchcraft Delusion in Colonial Connecticut, 1647-1697 (1969) online Archivado el 28 de julio de 2020 en Wayback Machine.
- Trumbull, James Hammond (1886). The memorial history of Hartford County, Connecticut, 1633-1884. E. L. Osgood., vol. 1 is online; 700pp; comprehensive coverage; vol 2 not online is biographies of civil leaders in 1880s
- Warren, Jason W. Connecticut Unscathed: Victory in the Great Narragansett War, 1675–1676 (U of Oklahoma Press, 2014). xiv, 249 pp.
- Williams, Stanley Thomas. The Literature of Connecticut (1936), short pamphlet online

### Estudios regionales con cobertura de Connecticut
- Adams, James Truslow. The Founding of New England (1921); Revolutionary New England, 1691–1776 (1923) online Archivado el 17 de octubre de 2020 en Wayback Machine.; New England in the Republic, 1776–1850 (1926) online
- Andrews, Charles M. The Fathers of New England: A Chronicle of the Puritan Commonwealths (1919) online
- Axtell, James, ed. The American People in Colonial New England (1973)
- Black, John D. The rural economy of New England: a regional study (1950)  online
- Brewer, Daniel Chauncey. Conquest of New England by the Immigrant (1926)
- Conforti, Joseph A.  Imagining New England: Explorations of Regional Identity from the Pilgrims to the Mid-Twentieth Century (2001)
- Cumbler, John T. Reasonable Use: The People, the Environment, and the State, New England, 1790-1930 (2001) online
- Hall, Donald, ed. Encyclopedia of New England (2005)
- Karlsen, Carol F. The Devil in the Shape of a Woman: Witchcraft in Colonial New England (1998)
- Kirkland, Edward Chase. Men, Cities and Transportation, A Study of New England History 1820-1900 (2 vol. 1948)
- McSeveney, Samuel T. Politics of Depression: Political Behavior in the Northeast, 1893-1896 (1972) voting behavior in Connecticut, New York and New Jersey
- Palfrey, John Gorham. History of New England (5 vol 1859–90) online
- Weeden, William Babcock (1890). Economic and social history of New England, 1620-1789. Houghton, Mifflin. vol 1 online
- Zimmerman, Joseph F. New England Town Meeting: Democracy in Action (1999)

### Historiografía
- Daniels, Bruce C. "Antiquarians and Professionals: The Historians of Colonial Connecticut," .Connecticut History (1982), 23#1, pp 81-97.
- Meyer, Freeman W. "The Evolution of the Interpretation of Economic Life in Colonial Connecticut," Connecticut History (1985) 26#1 pp 33-43.

- Datos: Q11302322
- Multimedia: History of Connecticut / Q11302322